# Schwanzschraube

Prinzipskizze: Die Schwanzschraube in den Lauf geschraubt

Draufsicht: Lauf links, Schwanzschraubenblatt mit Kreuzschraube rechts

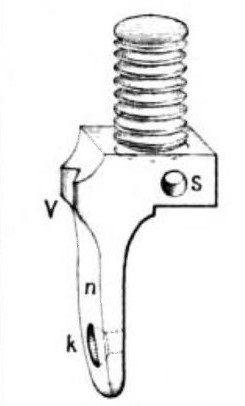
Einteilige Schwanzschraube

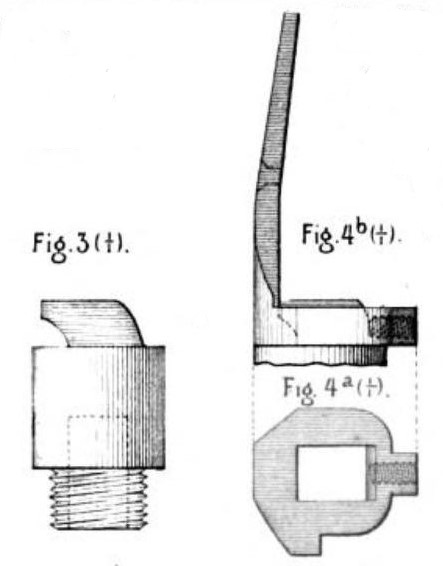
Geteilte Schwanzschraube

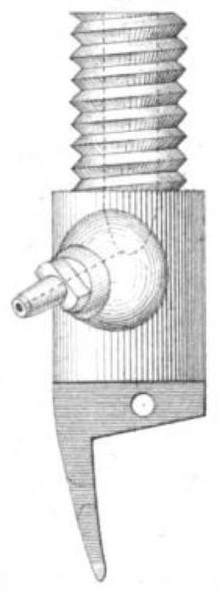
Kammerschwanzschraube

Die Schwanzschraube (auch Bodenschraube) ist die Schraube, die bei Vorderladerhandfeuerwaffen das hintere Ende des Laufes verschließt.
Die lösbare Schraubverbindung entstand in der zweiten Hälfte des 15. Jahrhunderts. Davor wurde das erhitzte hintere Laufende über einen glatten Keilzapfen geschoben und so unlösbar verschlossen.
Die Schwanzschraube wurde aus Eisen oder Gussstahl geschmiedet, mit einem Gewinde mit 7–14 Umdrehungen versehen und anschließend gehärtet. In das Ende des Laufes wurde als Gegenstück das Muttergewinde eingeschnitten. Das Gewinde muss genau gearbeitet sein, denn nach hinten entweichende Gase könnten das Zerspringen des Laufes herbeiführen.
Der Schwanzschraubenkopf wird „Kreuz“ genannt. Dieser dient als Schraubenkopfantrieb und ermöglicht das Drehen der Schraube mittels einer Zange. Bei manchen Ausführungen ist am Kreuzteil ein Loch vorgesehen, mit der das Schloss befestigt wird.
Meistens hat die Schwanzschraube einen nasenförmigen Fortsatz, Schwanzschraubenblatt, Schwanzschraubenschweif oder Schwanzschraubennase genannt. Das Schwanzschraubenblatt war leicht gebogen und folgte der Form des Schafts, in welchen es bündig versenkt war. Dieser dient der Verschraubung mittels der sogenannten Kreuzschraube (damit ist nicht der Schraubenkopfantrieb gemeint) mit dem Schaft.
Es gibt grundsätzlich zwei Ausführungen der Schwanzschraube, am Stück oder zweigeteilt. Bei der einteiligen Ausführung ist das Schwanzschraubenblatt fest mit dem Gewindeteil verbunden. Bei der zweigeteilten Ausführung sind die Hakenschwanzschraube und das Schwanzschraubenblatt getrennte Bauteile. Dabei hat die Schwanzschraube einen Haken, mit dem sie in ein passendes Gegenstück, die Hakenscheibe, am Schaft eingehakt werden kann. Der Vorteil des Hakens ist, dass der Lauf so einfacher ausgebaut werden kann. Zuerst wurde diese geteilte Ausführung der Schwanzschraube als nicht robust genug für das Militär gehalten, aber dann dennoch bei einigen Armeen eingeführt. Manchmal wird eine Visierkerbe als Kimme auf der Schwanzschraubennase befestigt bzw. eingefeilt.
Henry Nock entwickelte 1787 die Ausführung als Hohlschraube, mit einer Kammer für die Treibladung und einem Zündloch für die Zündung. Bis dahin führte das Zündloch seitlich in den Lauf, was zu einem nicht optimalen Verbrennungsvorgang des Schwarzpulvers führte. In der Kammerschwanzschraube erfolgte die Zündung hingegen zentral von hinten, das Schwarzpulver brannte so schneller und mit größerer Intensität ab. Sie werden dann Kammerschwanzschraube genannt.
1844 entwickelte Louis Étienne de Thouvenin das Dorngewehr, bei dem ein Dorn am Boden der Schwanzschraube befestigt war und in den Lauf hineinragte. Durch Schläge mit dem Ladestock konnte das Geschoss so gestaucht werden, dass es durch die Züge im Lauf beim Abschuss in Drehung versetzt wurde.
Bei dem gewöhnlichen Zerlegen der Waffe durch einen Soldaten durfte die Schwanzschraube nicht herausgenommen werden. Wenn notwendig, wurde dieses durch qualifizierte Büchsenmacher mit geeignetem Werkzeug durchgeführt; der Lauf wurde dazu in einen Schraubstock gespannt. Bei unfachmännischem Zerlegen bestand die Gefahr, dass das Gewinde Schaden nimmt und die Schraube so locker werden konnte. Auch konnte der Schwanzschraubenschwanz leicht verbogen werden, was dazu führen würde, dass er nicht in die Aussparung des Schaftes passen würde.